# Kiêng tình dục
Kiêng tình dục là sự tự nguyện kiềm chế một vài hoặc tất cả hoạt động tình dục. Những lý do phổ biến là:
- Lý do tôn giáo hoặc triết lý.
- Lý do thể chất (tránh thai, bạn tình đang bị bệnh hoặc mang thai, hoặc tránh bệnh lây truyền qua đường tình dục).
- Lý do tâm lý xã hội (trầm cảm, ám ảnh sợ xã hội, tăng testosterone ở nam hoặc ám ảnh quá khứ).
- Tuân thủ luật pháp trong một số trường hợp.